# Wahlkreis Freiberg I
Der Wahlkreis Freiberg I war ein Landtagswahlkreis zur Landtagswahl in Sachsen 1990, der ersten Landtagswahl nach der Wiedergründung des Landes Sachsen. Er hatte die Wahlkreisnummer 52. Für die Landtagswahlen 1994 und 1999 wurde die Wahlkreisstruktur verändert. Das Gebiet des Wahlkreises Freiberg I wurde Teil des Wahlkreises Freiberg 1.
Der Wahlkreis umfasste folgende Gemeinden des Landkreises Freiberg: Bieberstein, Conradsdorf, Dittmannsdorf, Freiberg, Großschirma, Großvoigtsberg, Halsbrücke, Hetzdorf, Hirschfeld, Hohentanne, Kleinvoigtsberg, Krummenhennersdorf, Neukirchen, Niederschöna, Obergruna, Reichenbach, Reinsberg, Seifersdorf und Siebenlehn. Die übrigen Gemeinden des Landkreises wurden über den Wahlkreis Brand-Erbisdorf – Freiberg II erfasst.

## Ergebnisse
Die Landtagswahl 1990 fand am 14. Oktober 1990 statt und hatte folgendes Ergebnis für den Wahlkreis Freiberg I:
| Direktkandidat       | Partei (Kürzel)   | Erststimmen (%) | Zweitstimmen (%) |
| -------------------- | ----------------- | --------------- | ---------------- |
|                      | DA                | -               | 00,6             |
| Klaus Husemann       | CDU               | 53,4            | 54,5             |
|                      | Chr. L            | -               | 00,4             |
|                      | DBU               | -               | 00,5             |
| Helge Schreiber      | DSU               | 05,0            | 03,4             |
| Wolfgang Kohler      | F.D.P.            | 06,1            | 05,0             |
| Achim Grunke         | Linke Liste – PDS | 10,7            | 10,5             |
|                      | NPD               | -               | 00,8             |
| Christoph Willenberg | FORUM             | 08,3            | 06,6             |
|                      | RAP               | -               | 00,1             |
|                      | SHB               | -               | 00,1             |
| Dieter Rudorf        | SPD               | 16,6            | 17,4             |

Es waren 49.648 Personen wahlberechtigt. Die Wahlbeteiligung lag bei 73,7 %. Von den abgegebenen Stimmen waren 3,8 % ungültig. Als Direktkandidat gewählt wurde Klaus Husemann (CDU). Er erreichte 53,4 % aller gültigen Erststimmen.